# Рачу (комуна)
Рачу (рум. Raciu) — комуна у повіті Димбовіца в Румунії. До складу комуни входять такі села (дані про населення за 2002 рік):
- Рачу (1471 особа) — адміністративний центр комуни
- Сіліштя (886 осіб)
- Шуца-Сяке (940 осіб)

Комуна розташована на відстані 66 км на північний захід від Бухареста, 11 км на південь від Тирговіште, 140 км на північний схід від Крайови, 94 км на південь від Брашова.

## Населення
У 2009 року у комуні проживали 3433 особи.